# Andrei Stepanov
Andrei Stepanov (* 16. März 1979 in Tallinn, Estland) ist ein ehemaliger estnischer Fußballspieler.
Von 2000 bis Ende 2003 spielte der 1,88 m große Abwehrspieler für den FC Flora Tallinn in der Meistriliiga. 2001, 2002 und 2003 gewann er mit Flora den estnischen Meistertitel. 2004 wechselte Stepanov in die russische Premjer-Liga zu Torpedo Moskau. Er gehörte dem Team bis Ende 2006 an. 2007 und 2008 spielt Stepanov für den FK Chimki, ebenfalls in der Premjer-Liga. Im März 2009 wechselte er bis zum Saisonende zum FC Watford in die Football League Championship. Er absolvierte hier eine Partie. Weitere Stationen in seiner Karriere waren Neftçi Baku, der FK Gomel und Aris Limassol. Anfang 2013 beendete Stepanov auf Grund gesundheitlicher Probleme seine aktive Laufbahn.
Für die estnische Nationalmannschaft lief Stepanov insgesamt 89-mal auf und erzielte dabei ein Tor.

## Erfolge
- Estnischer Meister: 2001, 2002, 2003
- Weißrussischer Pokalsieger: 2011

Andrei Stepanov wurde 2004 zum Estnischen Fußballer des Jahres gekürt.